# Lehti-Muuransaari
Lehti-Muuransaari är en ö i Finland. Den ligger i sjön Pihlajavesi och i kommunen Nyslott i  landskapet Södra Savolax, i den sydöstra delen av landet, 280 km nordost om huvudstaden Helsingfors. Öns area är 1,2 hektar och dess största längd är 230 meter i sydöst-nordvästlig riktning.